# 加守哲朗
加守 哲朗（かもり てつろう、1997年9月1日 - ）は、テレビ大阪 (TVO) のアナウンサー。

## 来歴
兵庫県三田市出身。関西大学卒業。大学在学時にはアナウンススクールのセイ アカデミーにも通っていた。
大学を卒業後、2020年4月に鹿児島放送 (KKB) に入社。3年間同局のアナウンサーを務めた後、2023年4月からテレビ大阪のアナウンサーを務めている。

## エピソード
- 趣味は旅行、貯金、ディズニー[3]。
- 野球少年で、小学校6年生の時に全国大会ベスト8になった[3]。

## 担当番組
- Kingspe（鹿児島放送）[1]
- MOGU MOGU ふぁーむ 〜幸せうまかごはん〜（鹿児島放送）[1]
- やさしいニュースプラス（テレビ大阪）[5]
- やさしいニュース（テレビ大阪） - 金曜中継コーナー「金どこ!?」担当[5]、スタジオ担当[6]
- ナマ虎スタジアム（テレビ大阪） - ベンチリポーター（2023年6月6日[7][8] - ）